# Bernardo de Alcira

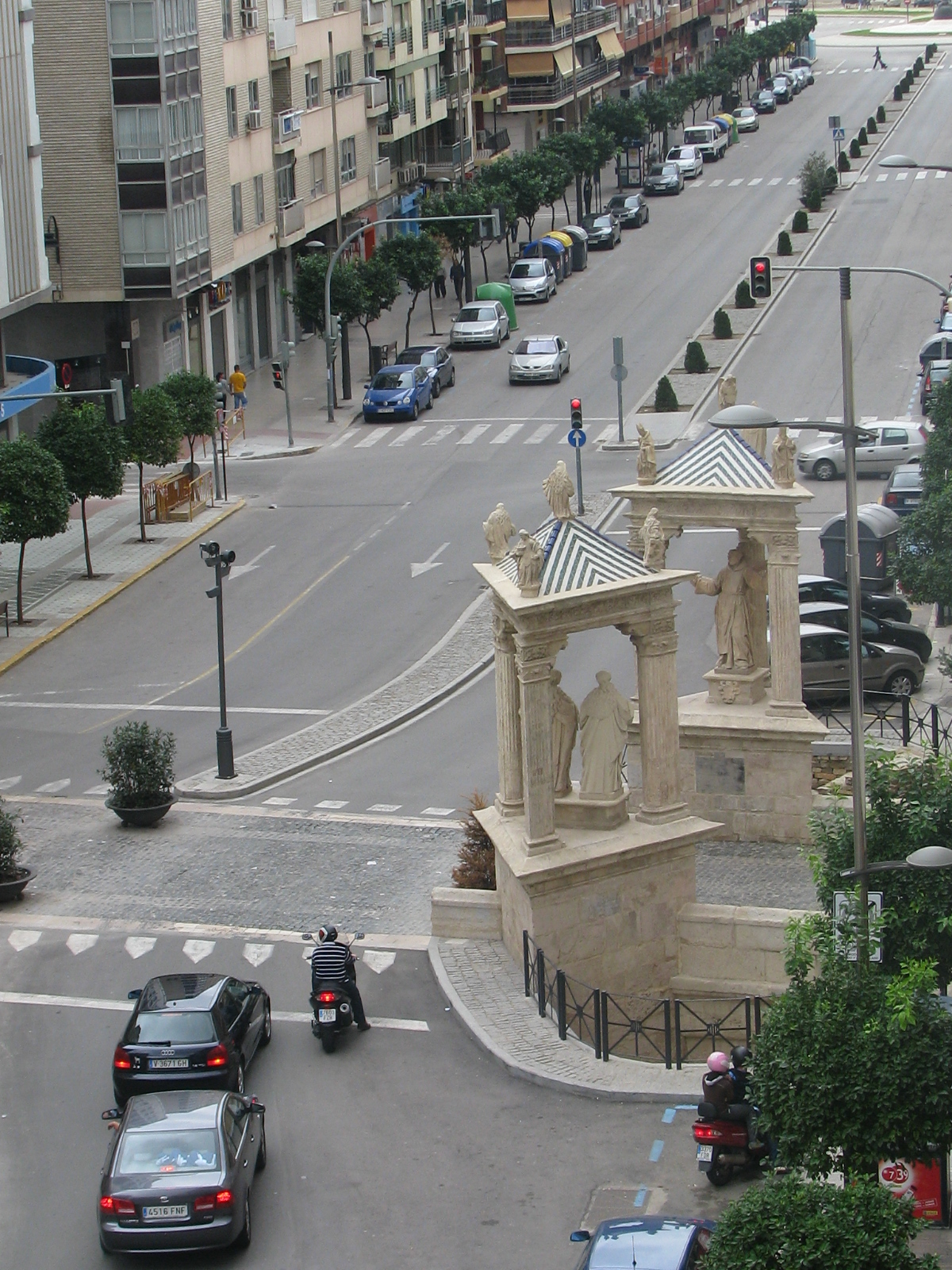
Monumento a San Bernardo Mártir y sus hermanas, María y Gracia, en Alcira.

Ibn Ahmet Al-Mansur, conocido como Bernardo de Alcira, Bernardo de Carlet o Bernardo Mártir, tras su conversión al cristianismo y su muerte (Carlet, 1135-Alcira, 1181) fue un príncipe y diplomático andalusí, posteriormente convertido en religioso de la orden del Císter. Es un santo mártir de la Iglesia católica, venerado principalmente en la Comunidad Valenciana y en Cataluña. Las conmemoraciones más destacadas en su honor se celebran en las ciudades de Carlet y Alcira, de las que es patrón, y en el Monasterio de Santa María de Poblet, en Tarragona.

## Biografía

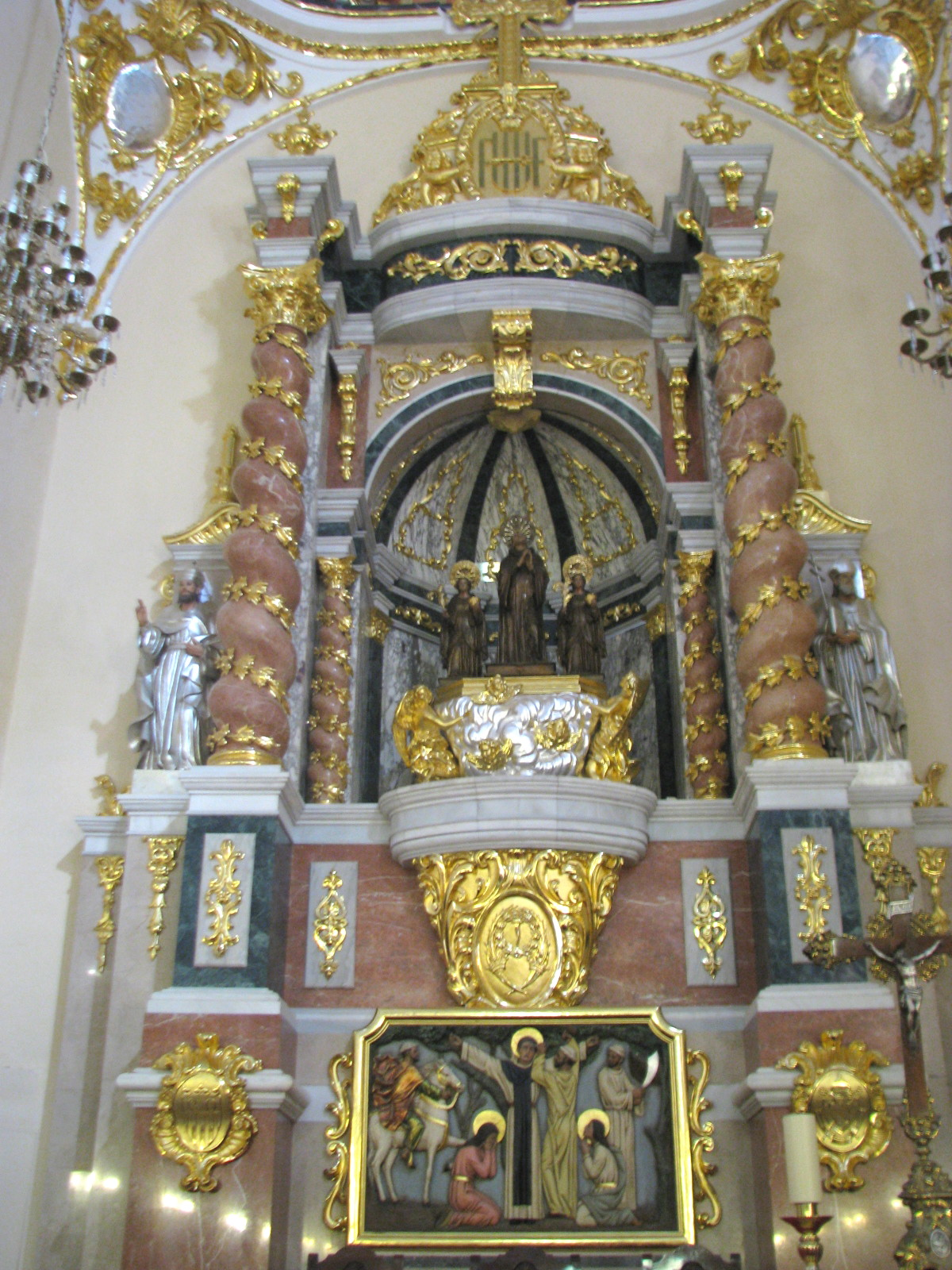
Altar de San Bernardo de Alcira en la Iglesia Arciprestal de Santa Catalina, Alcira.

San Bernardo era hijo de Almanzor, emir de la Taifa de Carlet. Era el segundo de cuatro hermanos: Almanzor, el heredero, Zaida (María) y Zoraida (Gracia). Nació en la alquería de Pintarrafés, en el valle de Alcalá del Magre, en Carlet, perteneciente a la jurisdicción de Alcira, con el nombre de Ahmet. Fue educado junto a su hermano en la corte del rey taifa de Valencia. Cuando el naib de Murcia, Muhammad ibn Mardanis, a cuyo linaje pertenecían, asumió el trono de Valencia, entró a formar parte de la corte. 
En 1156 fue enviado como embajador a la corte del Reino de Aragón, que entonces se encontraba en Barcelona. El príncipe de Aragón y conde de Barcelona, Ramón Berenguer IV, tenía en su poder a un grupo de prisioneros de guerra cuya liberación solicitaba Valencia. Ahmet fracasó en las negociaciones diplomáticas e inició camino de regreso a Valencia, deteniéndose en las proximidades del monasterio de Poblet. Atraído por el mismo, solicitó alojamiento a los monjes y tras dos días en el recinto despidió a su criado e ingresó en la orden del Císter, siendo bautizado con el nombre de Bernardo. 
En 1181 regresó a Valencia con la intención de evangelizar a su familia. Su hermano Almanzor, que había sucedido a su padre, se opuso a la predicación y mandó perseguirle, sin poder evitar que le siguieran sus dos hermanas, Zaida y Zoraida, que fueron bautizadas con los nombres de María y Gracia. Fueron arrestados en los arrabales de Alcira, donde se habían ocultado, y se les dio muerte el día 21 de agosto de ese año.

## Historia

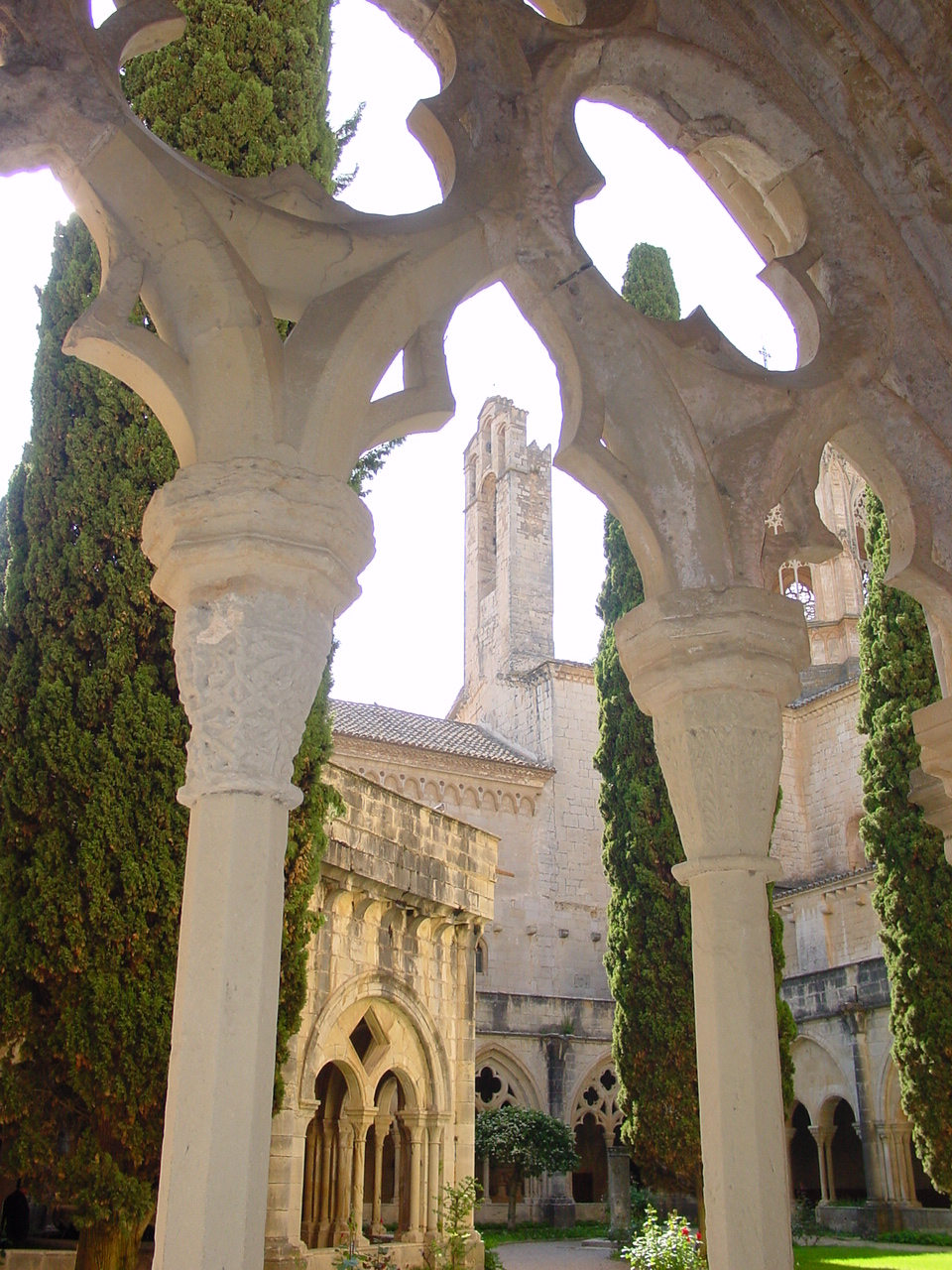
Claustro del Monasterio de Santa María de Poblet (Tarragona).

Tras su fallecimiento, los cuerpos de Bernardo, María y Gracia fueron sepultados en Alcira por los mozárabes. En 1242, las huestes de Jaime I de Aragón hallaron sus restos, tras la conquista de la ciudad, y se mandó construir una ermita en el lugar del martirio y un templo en Alcira en su memoria, que fue asignado a los trinitarios.
En 1262 Pere Ferrán donó veinte sueldos reales para la obra de la iglesia de San Bernardo. En el siglo XV una tabla gótica en la catedral de Valencia representó el martirio de los tres hermanos. El segundo hallazgo de las reliquias se produjo en 1599. En 1603, por intercesión de Felipe III, las reliquias de los santos fueron trasladadas al Monasterio de Santa María de Poblet, pero el litigio que produjo este hecho, hizo que fueran repartidas también entre la localidad de Carlet y el Real Colegio del Corpus Christi de Valencia por petición del entonces arzobispo Juan de Ribera. La ciudad de Alcira los proclamó patronos en 1643.
La iconografía religiosa muestra a San Bernardo de Alcira con un clavo atravesándole la frente, representando la forma de su martirio, llevada a cabo con clavos de los que se utilizaban para amarrar las barcas en la orilla del río Júcar; y a sus hermanas con el cuello seccionado, ya que fueron decapitadas.  El santo tiene un altar, en el que se custodian sus reliquias, en la Iglesia arciprestal de Santa Catalina de Alcira. 
La archidiócesis de Valencia celebra la festividad de San Bernardo de Alcira el 23 de julio (tras el segundo hallazgo de las reliquias el 23 de julio de 1599) y oficio propio para el Reino de Valencia y toda la archidiócesis de Valencia por edicto del papa Benedicto XIII de 25 de septiembre de 1725. No obstante, la orden cisterciense celebra su fiesta litúrgica el 1 de junio desde 1871. Por último, por privilegio de la Santa Sede, el Monasterio de Santa María de Poblet celebra una solemne liturgia en honor al santo y a sus hermanas cada 2 de septiembre. 
El santo es titular de la parroquia de la pedanía de Poble Nou o Pueblo Nuevo, la parroquia dedicada a las hermanas María y Gracia en la ciudad de Valencia y la parroquia de los Santos Patronos Bernardo, María y Gracia, en Alcira, cuyo arciprestazgo se denomina Santos Bernardo, María y Gracia.